# Christian Coleman
Christian Coleman (* 6. března 1996 Atlanta) je americký atlet, sprinter. V současnosti je držitelem titulu mistra světa v běhu na 100 metrů a světovým rekordmanem i mistrem světa v halovém běhu na 60 metrů. V říjnu 2020 dostal dvouletý distanc a tak přišel o start na LOH v Tokiu.

## Světový rekord na 60 m
Dne 19. ledna 2018 zaběhl Coleman na 60 metrové trati čas 6,37, čímž překonal o dvě setiny sekundy dlouholetý rekord svého krajana Maurice Greena z let 1998 a 2001. Výkon nebyl uznán jako světový rekord, kvůli absenci startovních elektronických bloků a antidopingových komisařů. O necelý měsíc později, dne 18. února 2018 zaběhl na halovém americkém šampionátu v Albuquerque v Novém Mexiku na 60 metrové trati čas 6,34 a stal se tak oficiálním světovým rekordmanem na této trati.

## Kariéra
Na olympiádě v Rio de Janeiru byl členem štafety USA na 4 × 100 metrů, která v rozběhu zaběhla nejlepší čas 37,65. Ve finále pak místo Colemana nastoupil Justin Gatlin.
Dne 7. června 2017 na univerzitním šampionátu v americkém Eugene zaběhl na trati 100 metrů čas 9,82 s a dostal se tak na první místo tabulek toho roku, kde zůstal až do konce sezóny 2017. Tímto časem se také dostal na deváté místo historických tabulek, kde figuruje společně s Richardem Thompsonem z Trinidadu a Tobaga.
Na světovém šampionátu v Londýně v roce 2017 vybojoval stříbrnou medaili v běhu na 100 metrů v čase 9,94 s, když společně se svým krajanem Justinem Gatlinem porazili fenomenálního jamajského sprintera Usaina Bolta. Coleman byl také členem stříbrné štafety USA na 4 × 100 metrů.
Dne 3. března 2018 na halovém mistrovství světa v Birminghamu se stal halovým mistrem světa v běhu na 60 metrů v čase 6,37 s, čímž překonal dosavadní rekord šampionátu. Získal tak svůj premiérový titul ve světové konkurenci. Dne 31. srpna 2018 si Coleman na stadionu v Bruselu zlepšil v mírném protivětru -0,3 m/s osobní rekord na stovce v čase 9,79 s., čímž se zařadil na 7. místo dlouhodobých tabulek. V roce 2018 se stal celkovým vítězem Diamantové ligy v běhu na 100 m.

## Mistr světa v běhu na 100 metrů
Dne 28. 9. 2019 se Christian Coleman stal na MS v katarském Dauhá časem osobního rekordu 9,76 s. (za podpory větru +0,6 m/s) mistrem světa před obhájcem titulu Justinem Gatlinem (který doběhl v čase 9,89 s.).

## Osobní rekordy
Dráha
- Běh na 100 metrů – 9,76 s (2019)
- Běh na 200 metrů – 19,85 s (2017)
- Běh na 4 × 100 metrů (štafeta USA) - 37,10 (2019)

Hala
- Běh na 60 metrů - 6,34 s (2018) -  (Současný světový rekord)